# Jean-Pierre Nicolas (pilote automobile)
Pour les articles homonymes, voir Jean-Pierre Nicolas et Nicolas.
Jean-Pierre Nicolas est un pilote  de rallye français né le 22 janvier 1945 à Marseille, vice-champion du monde des conducteurs 1978 WRC, participant au Championnat du monde des rallyes de 1973 à 1979, puis en 1984, année où il achève sa carrière de pilote sur Peugeot 205 Turbo 16.

## Biographie
Son père Georges ayant été lui-même un très bon rallyman (plusieurs participations à Liège-Sofia-Liège, Monte Carlo, Coupe des Alpes, Safari Rally au Kenya en tant que pilote officiel Régie Renault), Jean-Pierre commence sa carrière de pilote professionnel en 1968 chez Alpine.
Avec Thérier, Darniche et Andruet ils forment en 1973 l'équipe des Mousketeers (surnom donné par la presse anglo-saxonne) qui remporte le premier Championnat du Monde des Rallyes pour Constructeurs (WRC) pour la marque Alpine.
Pilote endurant plus que fougueux, il est le seul triple vainqueur du rallye du Maroc (1968, 1974, et 1976), et avec le finlandais Hannu Mikkola le seul pilote à avoir remporté les trois manches africaines proposées par le WRC, Maroc (1976), Kenya (1978) et Côte d'Ivoire (1978), tant sur Peugeot 504 Berline (1976) que Coupé (1978).
Il est l'auteur d'une splendide victoire inattendue au rallye automobile Monte-Carlo en 1978 sur une Porsche 911 semi-privée, sous la neige et devant une opposition en déroute. La même année il permet à Peugeot de triompher au Kenya et plus encore au Rallye du Bandama au terme d'une course éprouvante.
Il termine sa carrière de pilote  WRC en 1984 en se voyant alors confier par Jean Todt le rôle de pilote d'essai de la Peugeot 205 Turbo 16 et participera à trois rallyes WRC entrant par deux fois dans le Top 5 (4e en Corse -vainqueur de trois épreuves spéciales-, et 5e au Sanremo), à 39 ans.
Jean Todt lui confie fin 1984 la responsabilité du département compétition clients de Peugeot Talbot Sport où il accroît l'importance des épreuves de promotion pour la firme. Il devient responsable des destinées du constructeur en championnat du monde des rallyes de 1999 à 2006.
En 2007 il incorpore l'équipe d'Eurosport Events pour organiser la mis en place de l'Intercontinental Rally Challenge.(IRC), puis de l'ERC  jusqu'à la fin de l'anné 2016.

## Palmarès hors championnat du monde

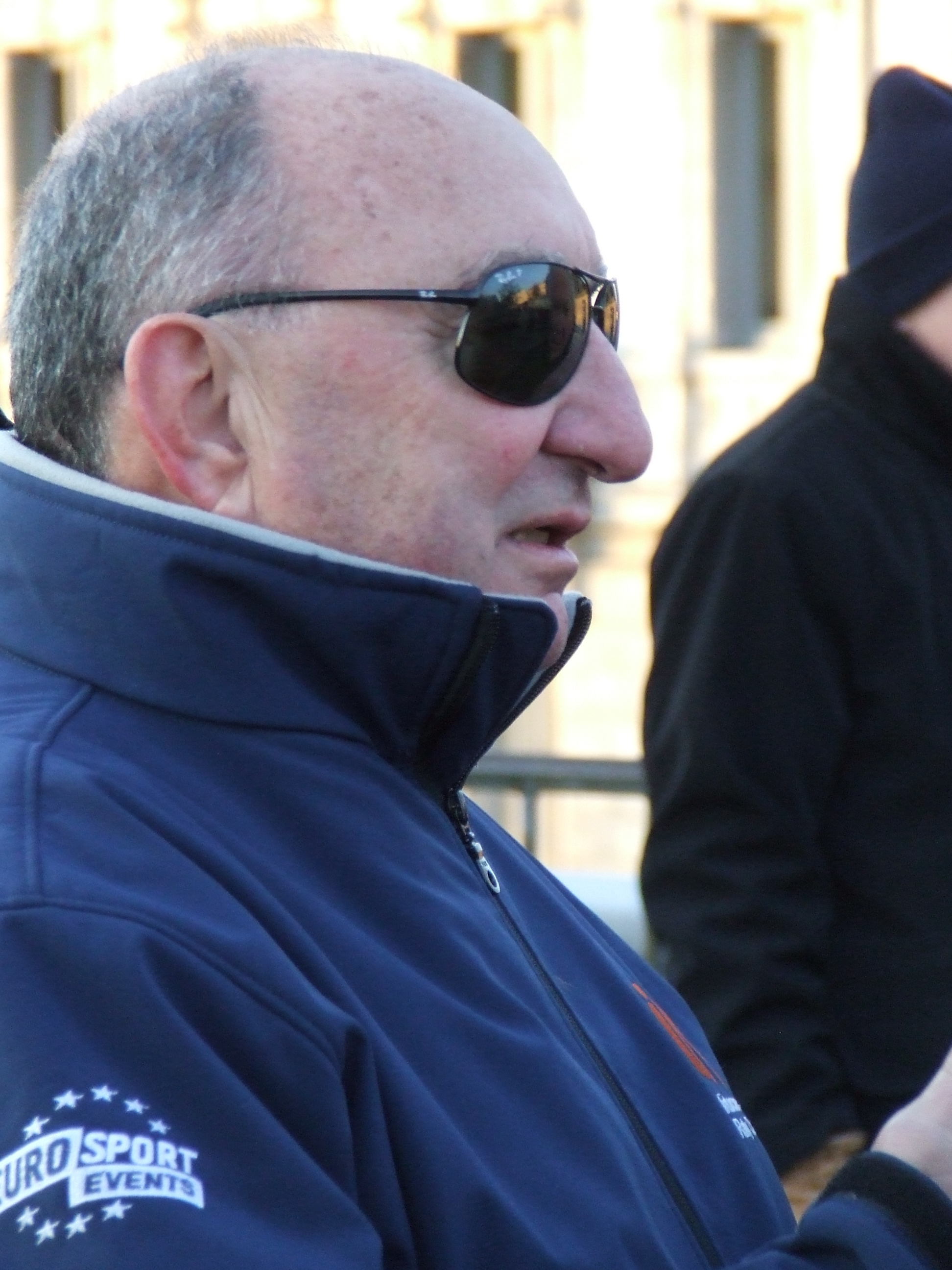
Jean-Pierre Nicolas au départ du Rallye Monte-Carlo historique 2010

- 1963 Rallye Mistral sur Dauphine 1093 (copilote Georges Nicolas, son père)[1]
- 1964 Rallye Mistral sur Dauphine 1093 (copilote Georges Nicolas, son père)
- 1967 Tour de Madère, sur Renault 8 Gordini[1]personnelle (avec C Roure)
- 1967 Critérium Jean Behra, sur Alpine A110 (1150 cc) (avec C Roure)
- 1968 20 (14H du Mans, sur Alpine A210 (avec J-C Andruet) Victoire à l'indice de performance
- 1968 Rallye du Maroc sur Renault 8 Gordini (avec de Alexandris)
- 1968 Ronde des Maures sur Renault 8 Gordini (avec J Laloge)
- 1967 ,[2]
- 1970 Rallye RACE d'Espagne sur Alpine A110 1600, en championnat d'Europe (avec David Stone)
- 1971 Champion de France des Rallyes (4 victoires: Lyon-Charbonnières avec Vial, Rallye d'Antibes avec Rouff, Rallye Pétrole-Provence avec Claude Roure, et Rallye de Genève (dernière édition régulière, sur Alpine A110 1600S) avec Jean Todt)
- 1971 Rallye du Portugal sur Alpine A110, en championnat d'Europe (avec Todt)
- 1971 Rallye d'Espagne sur Alpine A110 1600 (avec Todt)
- 1971 et 1972 3e du championnat d'Europe des rallyes
- 1972 Tour de La Réunion sur Renault 12 Gordini (avec Todt)
- 1972 Rallye Firestone sur Alpine A110 1800 (Espagne)
- 1972 Rallye Olympia  sur Alpine A110 1860, en championnat d'Europe (avec Todt)

- 1972 Rallye Infernal sur Renault 12 Gordini (avec Jacques Cheinisse)
- 1973 Vice-champion de France des rallyes (sur Alpine A110)
- 1973 Critérium Neige et Glace sur Renault 12 Gordini (avec Roure)
- 1974 Rallye du Maroc sur Alpine A110 (avec Delferrier)
- 1974 Tour de France automobile (avec Gérard Larrousse - en ch. de France)
- 1974 Rallye d'Antibes sur Alpine A110, en championnat d'Europe et de France (avec Alain Mahé)
- 1974 Critérium Alpin sur Alpine A110 1800, en championnat d'Europe et de France (avec Mahé)
- 1974 Vice-champion de France du Groupe 4/5
- 1975 Critérium Alpin sur Alpine A110 1800, en championnat d'Europe et de France (avec Vincent Laverne)
- 1975 Rallye d'Antibes sur Alpine A110, en championnat d'Europe et de France (avec Laverne - 3e victoire dans l'épreuve)
- 1975 Rallye du Limousin sur Alpine A110
- 1975 Rallye Première Terre sur Renault 17 Gordini[3]
- 1975 3e du championnat de France
- 1976 et 1977 24 Heures de Chamonix, avec Jean-Luc Thérier puis Henri Pescarolo (Toyota Corolla, puis Peugeot 104)

(soit 11 victoires comptabilisées en championnat d'Europe des rallyes: Espagne 1970 et 1971, Lyon-Charbonnières 1971, Antibes 1971, Genève 1971, TAP 1971, Firestone 1972, Olympie 1972, Antibes 1974 et 1975, Critérium Alpin 1975, et 11 en championnat de France)

## Championnat du monde des rallyes (pilote)

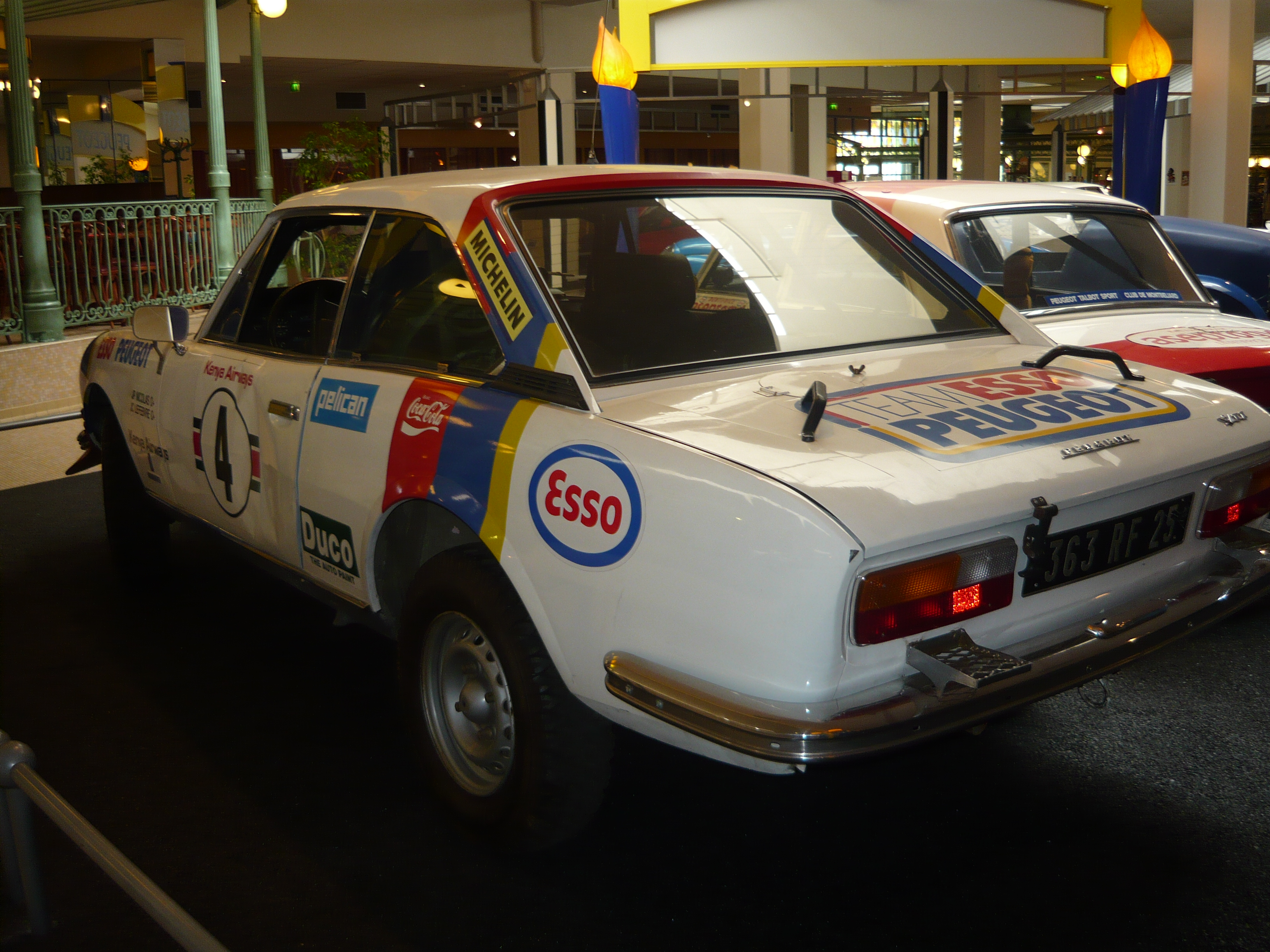
La Peugeot 504 V6 (1978) de Jean-Pierre Nicolas, vainqueur du Safari Rally...

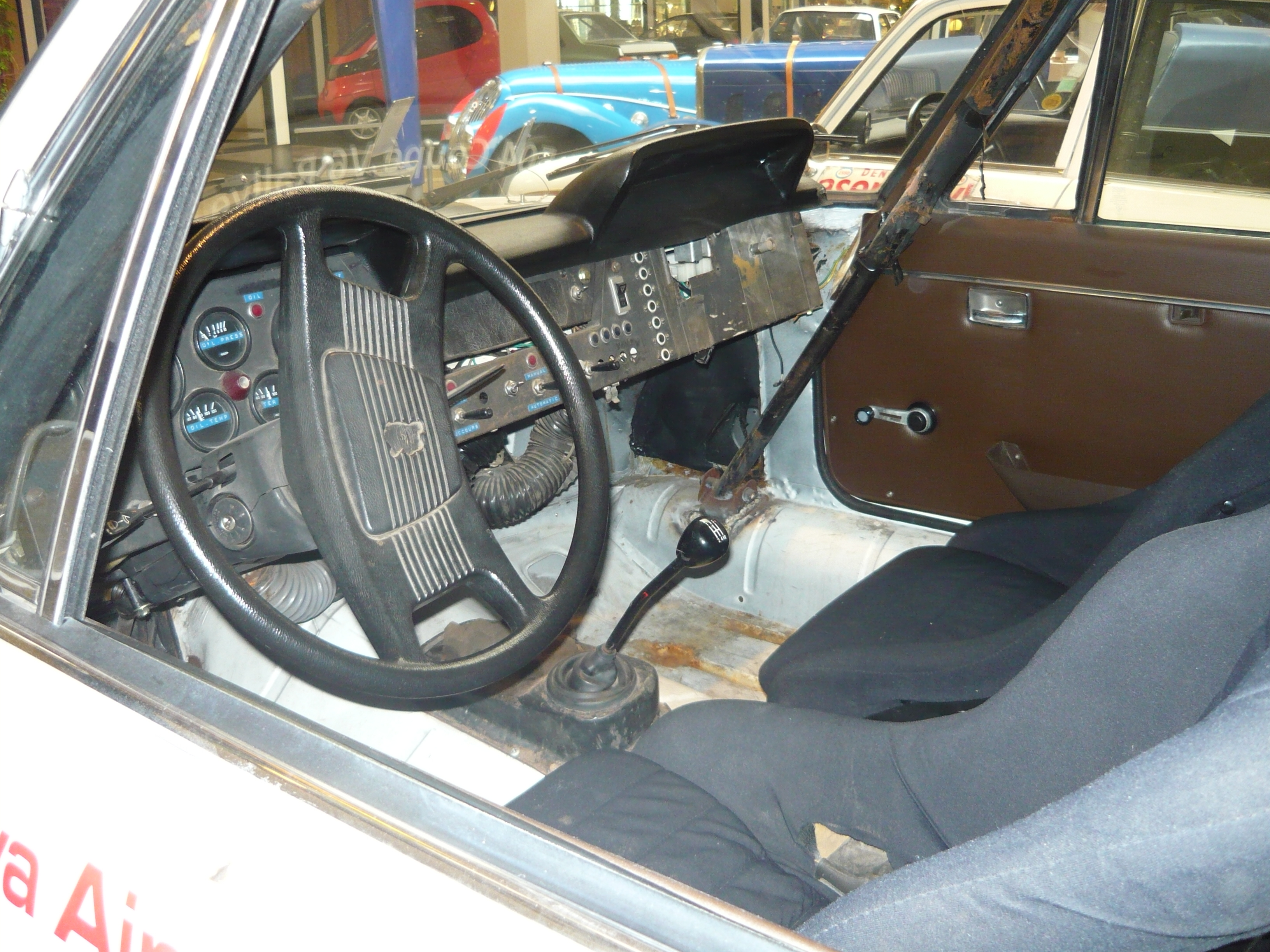
...et son poste de pilotage.

Jean-Pierre Nicolas a gagné 3 épreuves du championnat du monde des rallyes 1978, terminant virtuel vice-champion du monde de l'édition (grâce à l'utilisation de véhicules de cinq marques différentes), seulement devancé par Markku Alén (5 victoires), car il obtint ainsi la seconde place de la 2e des deux Coupe FIA des pilotes de rallye attribuées, à 21 points d'Alén.
- Tour de Corse sur Alpine A110 1800 en 1973 (avec Michel Vial)
- Rallye du Maroc sur Peugeot 504 en 1976 (avec Michel Gamet)
- Rallye Monte-Carlo sur Porsche 911 en 1978 (avec Vincent Laverne - triplé français avec Ragnotti et Fréquelin)
- East African Safari sur Peugeot 504 V6 coupé en 1978 (avec Jean-Claude Lefèbvre)
- Rallye du Bandama sur Peugeot 504 V6 coupé en 1978 (avec Michel Gamet)
- 2e du Rallye du Portugal 1973
- 2e du Tour de Corse 1974 et 1975
- 2e du Rallye Côte d'Ivoire 1974
- 3e du rallye Monte-Carlo 1973
- 3e du rallye de l'Acropole 1973
- 3e du rallye Sanremo 1973
- 3e du rallye Press-on-Regardless 1974
- 3e du rallye du Portugal 1978
- 1er en classe 4 au Rallye de Grande-Bretagne (RAC) en 1973 (sur Alpine A110 1800)
- 1er en classe 2 au Tour de Corse en 1978 (sur Opel Kadett GT/E)

(nb: en 1973, il termine aussi virtuellement en seconde position du classement théorique des pilotes pour le Championnat du monde des rallyes 1973 (à un point de  Jean-Luc Thérier), d'après le barème de la première Coupe FIA des pilotes en 1977)

## 24 Heures du Mans
| Année | Équipe                            | Voiture     | Équipier                   | Classement | Cause        |
| ----- | --------------------------------- | ----------- | -------------------------- | ---------- | ------------ |
| 1968  | France Société Automobiles Alpine | Alpine A210 | France Jean-Claude Andruet | 12e        |              |
| 1969  | France Société Automobiles Alpine | Alpine A210 | France Jean-Luc Thérier    | Abandon    | Panne moteur |

(Vainqueur de l'indice énergétique en 1968 avec Jean-Claude Andruet sur une Alpine A 210 à moteur de 1 005 cm3, à la moyenne de 152,971 km/h)

## Championnats du monde et européens des rallyes

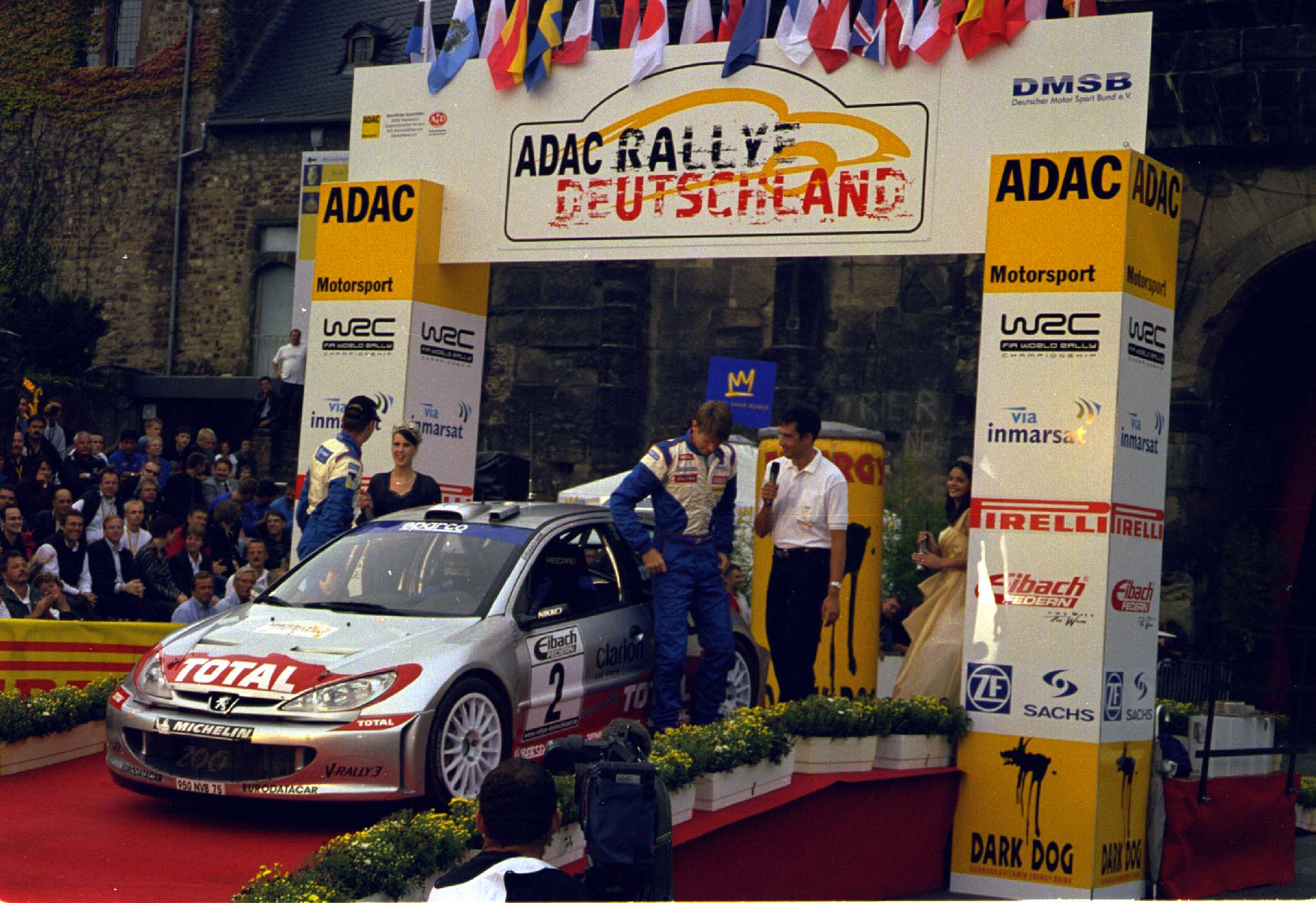
M. Grönholm au départ d'une ES du rallye d'Allemagne 2002.

(comme responsable technique Peugeot, 24 victoires en WRC sur quatre saisons, avec quatre pilotes)
- 2000, 2001 et 2002 : championnat du monde des constructeurs (Peugeot 206 WRC);
- 2000 et 2002 : il accompagne Marcus Grönholm dans sa conquête d'un double titre mondial pilotes WRC, épaulé de Gilles Panizzi, ainsi que de Didier Auriol la première saison;
- 2000 et 2002 (Timo Rautiainen copilote double champion du monde WRC);
- 2002 et 2003 : il accompagne Renato Travaglia et Bruno Thiry dans leur conquête d'un double titre continental pilotes ERC;
- 2004: Claudio De Cecco obtient la Mitropa Rally Cup.

## Championnats nationaux des rallyes et rallycross
(toujours sur 206 WRC: 10 titres)
- 2000 : championnat de France amateurs (avec Pascal Enjolras);
- 2001 : championnat d'Espagne asphalte (avec Luís Monzón);
- 2001 : championnat du Portugal (avec Adruzilo Lopes);
- 2001 et 2002 : championnat de France cross (avec Jean-Luc Pailler);
- 2002 : championnat du Portugal (avec Miguel Campos);
- 2002 : championnat d'Italie asphalte (avec Renato Travaglia);
- 2003 : championnat de France asphalte (avec Alexandre Bengué);
- 2005 : championnat de France asphalte (avec Nicolas Bernardi; 2e Patrick Henry);
- 2005 : championnat de France terre (avec Jean-Marie Cuoq).

## Distinctions

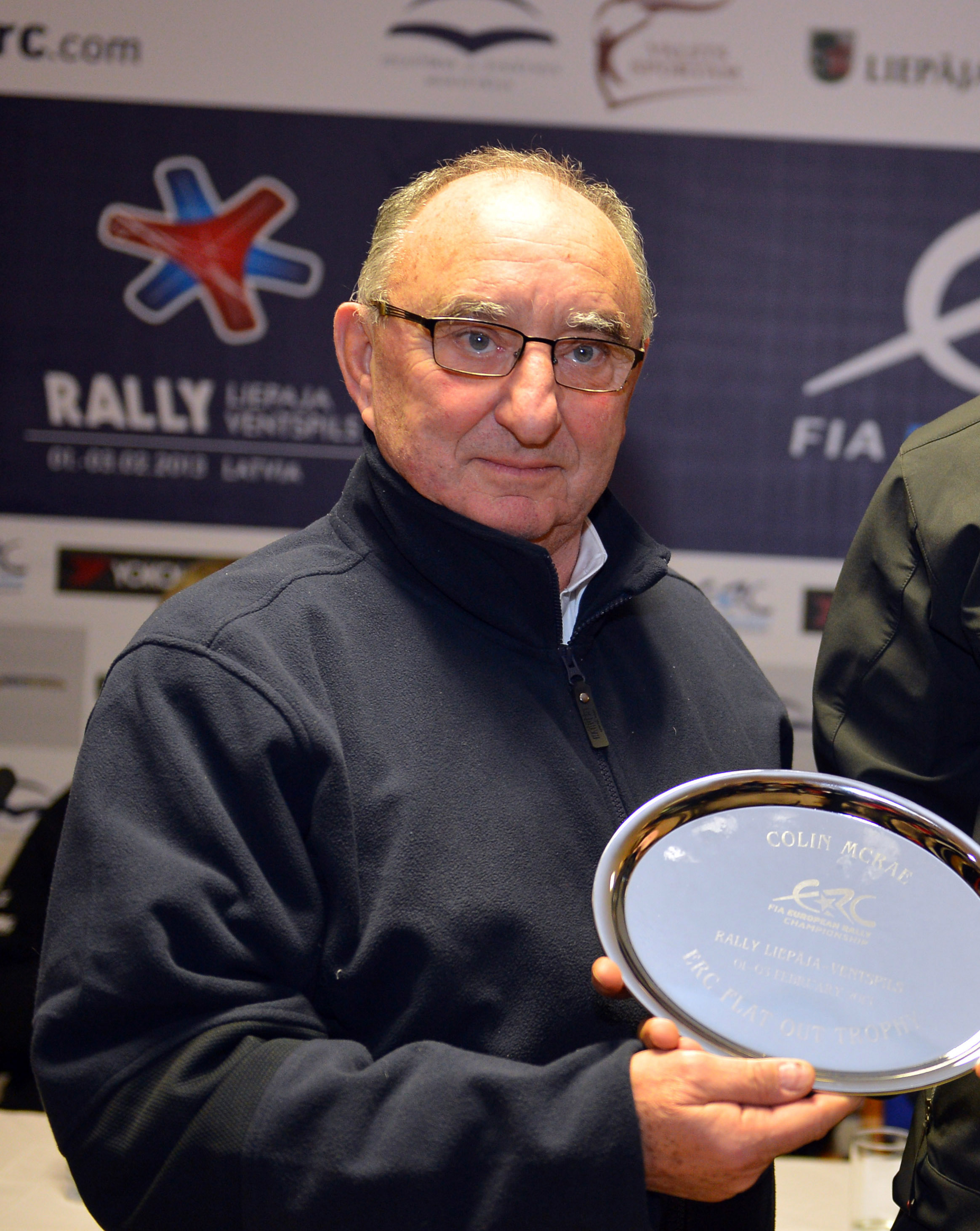
Jean-Pierre Nicolas 2014 (remettant le Colin McRae ERC Flat Out Trophy du Rallye Liepāja-Ventspils).

- 1978 : lauréat du Prix Roland Peugeot de l'Académie des sports du plus bel exploit automobile français de l'année